# دورستن
شهر دورستن در ایالت نوردراین-وستفالن در کشور آلمان واقع شده است.